# Ritratto di Galeazzo Sanvitale
Il Ritratto di Galeazzo Sanvitale è un dipinto a olio su tavola (108×80 cm) del Parmigianino, databile al 1524 e conservato nel Museo nazionale di Capodimonte di Napoli.

## Storia
Il breve ma intenso periodo di lavoro del Parmigianino alla corte dei Sanvitale, molto vicini politicamente ai Farnese e in particolar modo a papa Paolo III, si data al 1524 (anno riportato anche sul retro del dipinto), mentre l'artista cominciava a farsi una fama da maestro prima di partire per Roma l'anno successivo. Nella rocca di Fontanellato (oggi in provincia di Parma) il pittore parmense realizzò nello stesso anno la famosa Stufetta di Diana e Atteone, un ciclo di affreschi in una stanza privata di Paola Gonzaga, moglie di Galeazzo Sanvitale.
Il ritratto di Galeazzo si trovava già nelle collezioni Farnese nel 1587, quando è menzionata per la prima volta con certezza, durante la redazione di un inventario nella Guardaroba di Ranuccio Farnese: «un ritratto del conte Galeazzo Sanvitale [...] di mano del Parmigianino». L'opera era probabilmente arrivata nella quadreria Farnese nel 1561, con il duca Ottavio Farnese che avrebbe acquistato dal vescovo Eucherio Sanvitale il casino di Codiponte. Eucherio infatti, figlio di Galeazzo a Paola, aveva ereditato i beni familiari alla morte del padre nel 1550 e non è escluso che durante la compravendita dell'edificio avesse alienato anche i dipinti ivi contenuti.
Dapprima esposto nel palazzo del Giardino (1680) e poi in quello della Pilotta (1708) di Parma, assieme al Ritratto di giovane seduto con tappeto di Rosso Fiorentino (al tempo creduto dello stesso Parmigianino), nel 1734 il dipinto, con tutta la collezione Farnese, lasciò la città emiliana per Napoli. Fu requisito dai francesi nel 1799 in occasione dell'instaurazione della Repubblica napoletana e lasciato in deposito nel complesso di San Luigi dei Francesci a Roma per un anno. Ritrovato il dipinto da Domenico Venuti, emissario per conto dei Borbone di recuperare le opere trafugate e reperirne delle altre per arricchire la collezione borbonica, questo ritornò nel 1802 nuovamente a Napoli, esposto nella quadreria di palazzo Francavilla. La tela venne poi spedita a Palermo da Ferdinando IV Borbone, che lo tenne presso di sé durante il decennio francese, dal 1806 al 1816, per poi tornare nel capoluogo partenopeo in occasione della restaurazione borbonica.
Nei vari passaggi della tavola, già a partire dal Seicento, questa aveva nel frattempo perso l'identità del soggetto e dell'autore. Si parlava infatti dapprima della scuola di Raffaello, poi in occasione della razzia francese di un presunto ritratto di Cristoforo Colombo, probabilmente per un'interpretazione fantasiosa del cammeo sul cappello, raffigurante le colonne d'Ercole, finché un discendente dei Sanvitale, Luigi, nel 1857 non fu in grado di riconoscere, in base alle carte ancora in possesso della famiglia e ad una copia settecentesca dell'opera detenuta dalla medesima, la figura del suo antenato, mentre per ristabilire la paternità del Parmigianino si dovette attendere il 1894, quando se ne occupò il Ricci.

## Descrizione e stile
Si tratta di un "ritratto da parata", destinato cioè a magnificare l'immagine del conte presso i suoi ospiti, non un'effigie privata: ciò si deduce dalla ricchezza di oggetti che ne qualificano i nobili interessi e la raffinatezza dei costumi.
Si tratta di uno dei più celebri ritratti di Parmigianino, col conte, allora ventottenne, raffigurato seduto su una sedia Savonarola, col corpo di tre quarti verso sinistra e il volto ruotato frontalmente, che direziona un intenso sguardo verso lo spettatore. Indossa un'ampia giubba nera, secondo la moda del tempo, da cui escono due maniche di pesante stoffa rossa decorate da tagli sequenziali, che scoprono la vaporosa camicia bianca, con ricami sul polsino. Il berretto è dello stesso colore scarlatto, con tagli eleganti lungo il bordo, perline dorate, una piuma e un cammeo a decorare. Si tratta di un vestito alla francese, che in quei tempi poteva intendere anche la particolare fede politica del protagonista.
La mano sinistra è poggiata sul bracciolo e, con un anello d'oro con pietra al mignolo, regge un guanto, vicino all'elsa della spada. L'altra è invece ancora inguantata e mostra allo spettatore una medaglia bronzea, recante due simboli. Questi ultimi sono stati letti come una "C" e una "F", allusive al titolo di "Comes Fontanellati", o come un "72". Sul significato del numero sono state fatte varie ipotesi, legate soprattutto all'alchimia, che vedono nei due numeri allusioni alla Luna e a Giove; oppure alla congiunzione fra Sole e Luna, che alluderebbe all'unione matrimoniale fra Galeazzo e la moglie Paola Gonzaga. Tutte ipotesi che però contrastano con le fonti antiche, che in nessun caso ricordano il conte come alchimista (lo fu invero con tutta probabilità il Parmigianino, ma non è questa una ragione perché egli inserisse messaggi in codice in un dipinto ritraente un suo committente).
Il volto con uno sguardo magnetico, è illuminato incisivamente da destra, evidenziando l'incarnato chiaro e liscio, la soffice barba, i lunghi favoriti e i ricci leggeri della capigliatura. La fronte è spaziosa, gli occhi chiari ed espressivi, il naso dritto. Una certa intimità tra pittore e soggetto dovette essere necessaria per poter restituire così efficacemente la giovanile bellezza, la fiera baldanza e la ricchezza di interessi del conte, guerriero e gentiluomo al contempo.
Su un tavolino dietro a esso si trovano appoggiati i pezzi di un'armatura lucente e una mazza ferrata, simboli evocativi della sua indole guerriera. Oltre un muro, a destra, si apre poi una veduta di un albero frondoso, elemento piacevole e decorativo, con le foglie lumeggiate con sapiente maestria. Questa vegetazione è così fitta da bloccare lo spazio, assumendo una funzione di variazione di colore dell'ambiente chiuso.
Il dipinto, di raffinatissima fattura, segue solo apparentemente i canoni della ritrattistica cinquecentesca; in realtà presenta un elaborato gioco di piani e di effetti. La sedia è posta di traverso, il busto è in posizione frontale mentre il muro di sfondo si colloca in obliquo. Quest'ultimo viene presentato scialbo, in netto contrasto con la lussureggiante vegetazione che s'intravede dalla vicina finestra. Anche la luce illumina sostanzialmente solo il volto e le braccia del Sanvitale, mentre uno sprazzo si riflette sull'armatura lucidata, interrotto soltanto da una piccola ammaccatura decentrata
Ne esistono disegni preparatori al Cabinet des Dessins del Louvre e in collezione Tobley; copie antiche sono invece presso l'Historical Society di New York e nella rocca di Fontanellato.